# ド・ヴェシー子爵
ド・ヴェシー子爵（ド・ヴェシーししゃく、英: Viscount de Vesci）は、イギリスの貴族、子爵、アイルランド貴族爵位。ナプトン男爵家の当主トマス・ヴィジーが1776年に叙されたことに始まる。なお、爵位名『de Vesci』は「ド・ヴェシー(de Vesey)」と読み、家名の『Vesey』は「ヴィジー(Veezy)」と発音する。

## 歴史

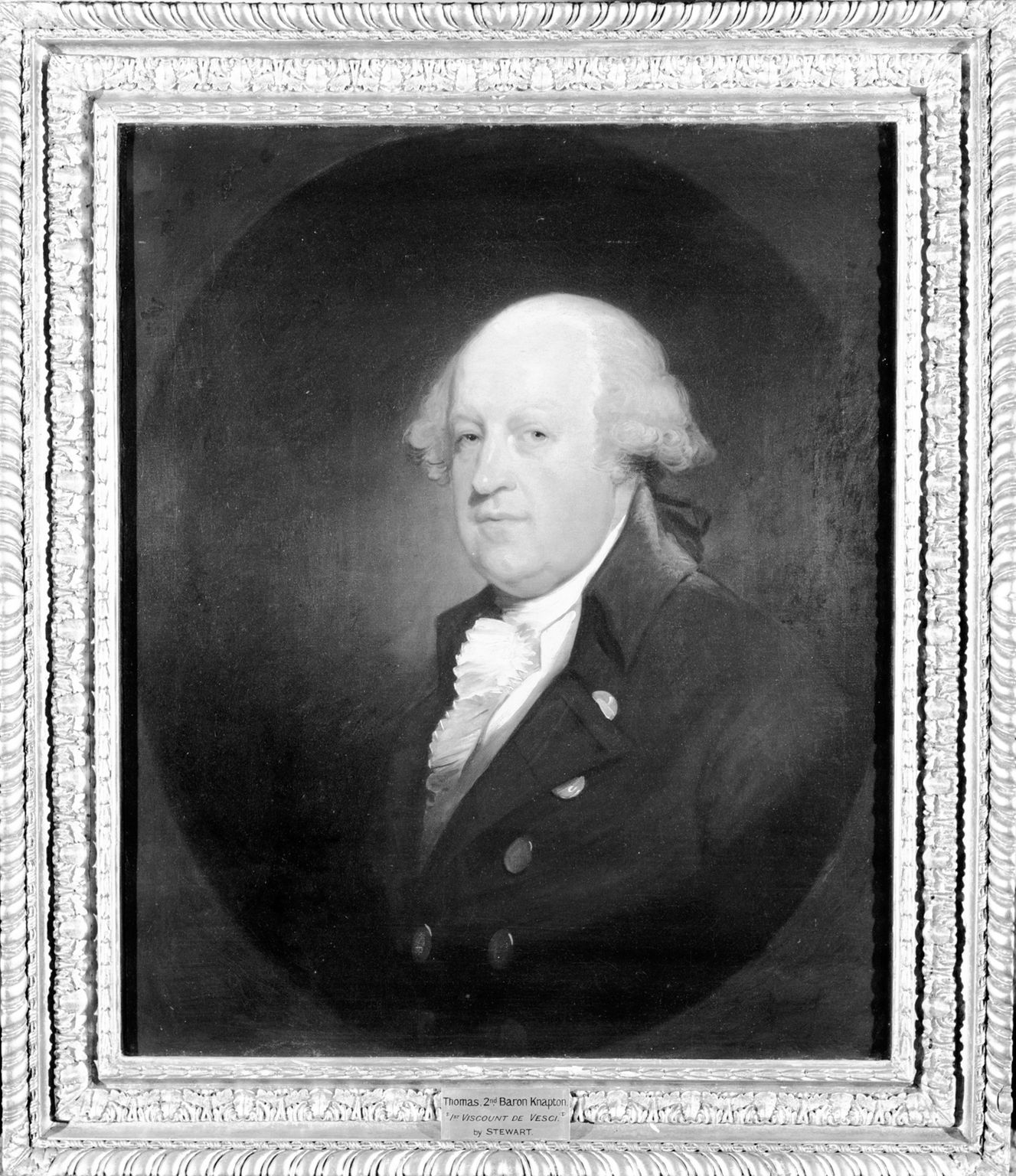
初代ド・ヴェシー子爵を描いた肖像画。

子爵家の始まりは、17世紀の聖職者サー・トマス・ヴィジー(1672/3–1730)にまで遡ることできる。サー・トマスは1698年にメアリー・マシャン(Mary Muschamp)なる女性と結婚したが、この妻はアイルランド名門ボイル家の血を引く資産家であった。サー・トマスは財産獲得によりアイルランド準男爵位を受ける運びとなり、同年中に(アビーリークスの)準男爵(Baronet, of Abbeyleix)を得た。彼は聖職者としても出世して、オソーリー司教やテュアム司祭長を歴任している。
その息子ジョン(1709-1761)は1727年から1750年にかけてアイルランド庶民院議員を務めた政治家であったが、1750年4月10日にナプトン男爵(Baron Knapton)を得て貴族に昇った。この男爵位はアイルランド貴族爵位であり、叙爵の理由は時の首相ヘンリー・ぺラムの推挙があったためだという。
さらにその息子トマス(1735-1804)も1776年7月19日にクイーンズ・カウンティにおけるアビーリークスのド・ヴェシー子爵(Viscount de Vesci, of Abbeyleix in Queen's County)に叙せられ、現在まで続く子爵家を興した。この爵位の上昇については、初代ハーコート伯爵（同時期のアイルランド総督）は「ナプトン卿は以前陸軍に在籍しており、アイルランドの徒党『White Boys』の鎮圧に功があった」と綴っている。
初代子爵以降は直系男子による継承が続き、2代子爵ジョン(1771–1855)、3代子爵トマス(1803–1875)はいずれもアイルランド貴族代表議員に選出されている。
続く4代男爵ジョン(1844–1903)は1884年11月8日に連合王国貴族のクイーンズ・カウンティにおけるアビーリークスのド・ヴェシー男爵(Baron de Vesci, of Abbeyleix in Queen's County)を授けられて貴族院に議席を得た。しかし彼には男子がなく、この男爵位は僅か一代で途絶えた。一方でアイルランド貴族爵位は4代男爵の弟ユースタス・ヴィジーの子イーボに流れた。以降は現在までこの系統で存続している。
その孫にあたる7代子爵トマス(1955- )が子爵家現当主を務める。

子爵家のかつての邸宅にはアイルランド、リーシュ県アビーリークスに位置するアビーリークス・ハウスがあった。
子爵家の紋章に刻まれるモットーは『汝、この徴にて勝利せよ（Sub Hoc Signo Vinces）』。

## 現当主の保有爵位
現当主である第7代ド・ヴェシー子爵トマス・ヴィジーは、以下の爵位を有する。
- 第7代クイーンズ・カウンティにおけるアビーリークスのド・ヴェシー子爵(7th Viscount de Vesci, of Abbey Leix in Queen's County)
（1776年7月19日の勅許状によるアイルランド貴族爵位）
- 第8代ナプトン男爵(8th Baron Knapton)
（1750年4月10日の勅許状によるアイルランド貴族爵位）
- 第9代(アビーリークスの)準男爵(9th Baronet, of Abbeyleix)
（1698年9月28日の勅許状によるアイルランド準男爵位）

## 一覧

### (アビーリークスの)準男爵（1698年）

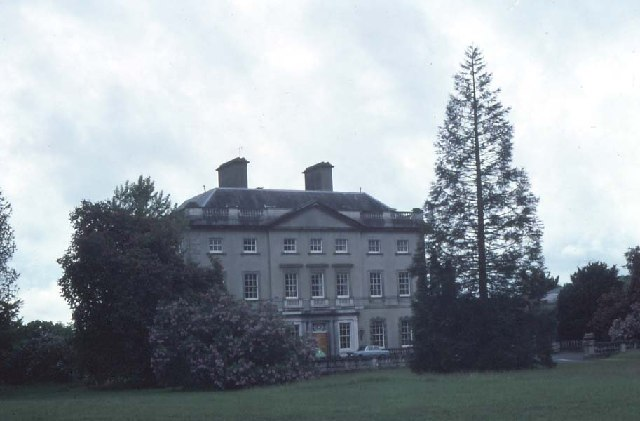
男爵家の旧邸宅アビーリークス・ハウス。

- 初代準男爵サー・トマス・ヴィジー（英語版） (1672/3 - 1730)
- 第2代準男爵サー・ジョン・デニー・ヴィジー (1709-1761) (1750年にナプトン男爵叙爵)

### ナプトン男爵（1750年）
- 初代ナプトン男爵ジョン・デニー・ヴィジー (1709-1761)
- 第2代ナプトン男爵トマス・ヴィジー (1735–1804) (1776年にド・ヴェシー子爵に昇叙)

### ド・ヴェシー子爵（1776年）
- 初代ド・ヴェシー子爵トマス・ヴィジー (1735–1804)
- 第2代ド・ヴェシー子爵ジョン・ヴィジー (1771–1855)
- 第3代ド・ヴェシー子爵トマス・ヴィジー (1803–1875)
- 第4代ド・ヴェシー子爵ジョン・ロバート・ウィリアム・ヴィジー (1844–1903) (1884年にド・ヴェシー男爵叙爵)
- 第5代ド・ヴェシー子爵イーボ・リチャード・ヴィジー (1881–1958)
- 第6代ド・ヴェシー子爵ジョン・ユースタス・ヴィジー（英語版） (1919–1983)
- 第7代ド・ヴェシー子爵トマス・ユースタス・ヴィジー（英語版） (1955 - )

爵位の法定推定相続人については、クラクロフト貴族名鑑は「7代子爵（現当主）は1987年に結婚したが、長男は婚姻前の1985年の出生であるため爵位継承から外れ、次男が子爵位の法定推定相続人」とする。他方、デブレット貴族名鑑では結婚年、長男の出生年に関しては前述と同一であるものの相続人については触れられていない。